# خودجوش (فیلم)
خودجوش (انگلیسی: Spontaneous) یک فیلم علمی تخیلی عاشقانه کمدی سیاه ترسناک محصول سال ۲۰۲۰ میلادی به کارگردانی و نویسندگی برایان دافیلد در اولین تجربه کارگردانی‌اش است. در این فیلم کاترین لانگفورد، چارلی پلامر، پایپر پرابو، ایوان اورجی و راب هیوبل به ایفای نقش می‌پردازند. فیلم بر اساس رمانی به همین نام اثر آرون استارمر است.
خودجوش در ۲ اکتبر ۲۰۲۰ به صورت انتشار محدود منتشر شد و پس از آن در ۶ اکتبر ۲۰۲۰ به دلیل ویدئو هنگام درخواست توسط پارامونت پیکچرز منتشر شد. فیلم با استقبال گسترده منتقدان که از داستان، کارگردانی و اجرای بازیگران تمجید کردند، همراه بود.

## خلاصه داستان
داستان فیلم درباره دانش‌آموزان یک دبیرستان است که به دلیل نامعلوم و عجیبی یکی یکی منفجر می‌شوند. با این وضعیت، دو دانش‌آموز به نام‌های مارا و دیلن تلاش می‌کنند تا در جهانی که هر لحظه ممکن است برای آن‌ها به پایان برسد، زنده بمانند.